# Globimesosoma yaoarum
Globimesosoma yaoarum är en stekelart som beskrevs av Xiao och Tan Heok Hui 2001. Globimesosoma yaoarum ingår i släktet Globimesosoma och familjen puppglanssteklar. Inga underarter finns listade i Catalogue of Life.